# Carboon (groep)
Muziekgroep Carboon was een groep uit Nederlands Limburg die muziek in het Limburgs maakte over kolenmijnthema's.
Carboon bestond uit Jean Innemee en Conny Peters van The Walkers, Ben Erkens, Henk Steijvers (Janse Bagge Bend) en tekstschrijver Jan Hendriks. De groep was vernoemd naar het geologisch tijdperk Carboon, waarin de Limburgse steenkool gevormd werd.
Hun bekendste langspeelplaat was Witste nog, koempel... (Limburgs voor 'weet je nog, kompel') uit 1976. De plaat was binnen vier maanden goud. Andere bekende langspeelplaten/cd’s zijn o.a. D'r letse koempel deet de lamp oet  uit 1979 en De Bokkeriejers uit 1994.
In 2015 (het Jaar van de Mijnen) kwam de groep (op initiatief van Joep Pelt) bij elkaar voor een serie concerten. Na een concert op 9 januari in de schouwburg in Sittard werden op 16, 17 en 18 december opnieuw voorstellingen gegeven in de schouwburg in Heerlen (stad van de Oranje Nassaumijn I) en in de Hanenhof in Geleen (stad van de Staatsmijn Maurits) op 1 november 2015, die allemaal uitverkocht waren. Op 31 oktober 2015 werd de Carboon Doeës (Carboondoos) gepresenteerd. Deze doos bevat een boek, 2 cd's (Witste nog, koempel en D'r letste koempel deet de lamp oet) en 2 DVD's.
In datzelfde (mijn) jaar 2015 realiseerde de Stichting Mama's Pride het project "Mijn Carboon". Lokale acts zoals Ongenode Gasten, Waking Skies, Rim Steijvers (zoon van Carboonlid Henk Steijvers) produceerden hun eigen versies van Carboonliedjes. Deze werden live ten gehore gebracht op festival Mama's Pride en later vastgelegd op cd en vinyl lp met de titel "Mijn Carboon".